# グランドモナーク
グランドモナークは1965年から1971年まで行われたゴルフトーナメントの一つである。

## 概要
ゴルフ用品などを手掛けるミズノが1965年から開催し 、1968年から発売された同社の木製クラブの商品名にもなった 。
1968年には関東で初めて開催されたが、同年以外は関西で行われた      。
1967年には村上隆が橘田規・島田幸作を抑えて優勝するが、村上のプロ入り初タイトルとなった 。
ゴルフクラブのグランドモナークブランドは1977年にゴルフ殿堂入りを果たし、その後はミズノ最上級ブランドとして、進化をさせながら作り続けた。
2000年以降はグランドモナーク ロイヤルクレスタとして販売され、2年に1回のモデルチェンジをしていたが、2008年を最後にグランドモナークブランドは無くなっている。

## 主な優勝者
- 1965年 - 杉本英世[6]
- 1966年 - 陳清波（中華民国）[7]
- 1967年 - 村上隆[8]
- 1968年 - 島田幸作[5]
- 1969年 - 松田司郎[9]
- 1970年 - 河野高明[10]
- 1971年 - 河野高明[11]
- 1972年 - 尾崎将司[12]
- 1973年 - 韓長相（大韓民国）[16]